# Nguyễn Công Phương
Nguyễn Công Phương (1888–1972) là một nhà cách mạng Việt Nam, nguyên Bí thư Tỉnh ủy, Chủ tịch Ủy ban hành chính tỉnh Quảng Ngãi.

## Thân thế
Nguyễn Công Phương sinh ngày 12 tháng 9 năm 1888 trong một gia đình nho học ở làng Hòa Vinh, châu Nghĩa Hành, nay là thôn Hòa Thọ, xã Hành Phước, huyện Nghĩa Hành, tỉnh Quảng Ngãi.
Cha ông là ông Nguyễn Công Hanh, mẹ là bà Bùi Thị Khanh. Gia đình ông có gốc là dòng họ Nguyễn Công ở làng Nhu Năng (Tư Nghĩa), sau dời đến thôn Kỳ Thọ (Hành Đức, Nghĩa Hành), đến đời ông Hanh lại di chuyển đến làng Hòa Vinh.

## Hoạt động cách mạng
Năm 1916, ông tham gia kế hoạch khởi nghĩa ở Trung Bộ với sự tham gia của vua Duy Tân.
Năm 1931, ông bị lưu đày ở nhà tù Buôn Ma Thuột.
Tháng 8 năm 1935, ông là Bí thư Ban Tỉnh ủy lâm thời tỉnh Quảng Ngãi.
Năm 1946, ông là Chủ tịch Ủy ban hành chính tỉnh Quảng Ngãi, Phó Chủ tịch Nguyễn Quang Lâm.
Năm 1951, ông là Chủ tịch Mặt trận Liên Việt.
Năm 1955, ông là Ủy viên Mặt trận Tổ quốc Việt Nam.
Năm 1969, ông là Ủy viên Hội đồng Cố vấn Chính phủ Cách mạng lâm thời Cộng hòa miền Nam Việt Nam.
Ông qua đời ngày 21 tháng 8 năm 1972 tại nhà số 50, phố Quán Sứ, Hà Nội.

## Vinh danh
- Huân chương Độc lập hạng Nhất
- Huân chương Kháng chiến hạng Nhất

Năm 2013, công trình "Nhà lưu niệm đồng chí Nguyễn Công Phương" được xây dựng trên nền nhà cũ của ông.